# Oskar Helbig
Oskar Georg Helbig (ur. 23 maja 1911, zm. ?) – zbrodniarz nazistowski, członek administracji niemieckiego obozu koncentracyjnego Mittelbau-Dora i SS-Oberscharführer.
Członek załogi Mittelbau-Dora (Nordhausen) od 5 grudnia 1944 do 6 kwietnia 1945, gdzie pełnił służbę w obozowej administracji kolejno jako: kierownik magazynów żywnościowych dla więźniów i załogi SS, księgowy i urzędnik w wydziale zajmującym się odzieżą więźniów. Helbig znęcał się nad więźniami, bijąc ich pałką czy biczem.
Oskar Helbig został osądzony po zakończeniu wojny przez amerykański Trybunał Wojskowy w Dachau w procesie załogi Mittelbau-Dora (US vs. Kurt Andrae i inni). Za swoje zbrodnie skazany został na karę 20 lat pozbawienia wolności, zamienioną następnie na 10 lat więzienia przez komisję rewizyjną.